# وصم
الوصم أو الوسم (بالإنجليزية: Labelling) يصف شخصًا أو شيء ما في كلمة أو عبارة قصيرة. على سبيل المثال، وصف شخص انتهك قانونًا بأنه مجرم. نظرية الوصم هي نظرية في علم الاجتماع تنسب تسمية الأشخاص للتحكم وتحديد السلوك المنحرف. قيل أن الوصم استخدام المصطلح إلى تسليط الضوء على حقيقة أنه وصف يتم تطبيقه من الخارج، وليس شيئًا جوهريًا في الشيء المسمى. يمكن القيام بذلك لعدة أسباب:
- إثارة نقاش حول أفضل وصف
- لرفض تسمية معينة
- لرفض فكرة أن الشيء المسمى يمكن وصفه في جملة قصيرة.

يمكن النظر إلى هذا الاستخدام الأخير على أنه اتهام بأن مثل هذا الوصف المختصر مختزل بشكل مفرط.